# Anaulacomera acutangulata
Anaulacomera acutangulata är en insektsart som beskrevs av Márquez Mayaudón 1965. Anaulacomera acutangulata ingår i släktet Anaulacomera och familjen vårtbitare. Inga underarter finns listade i Catalogue of Life.